# 2014년 유럽 컬링 선수권 대회
2014 유럽 컬링 선수권 대회는 11월 22일부터 29일까지 스위스의 샘페리에 있는 팔라디움 드 샘페리에서 열린다. 이 경기장은 2010 유럽 컬링 선수권 대회 때에도 대회장으로 사용되었다. 그룹 C 대회는 네덜란드 주테르메이르에 있는 PWA 실버돔에서 10월 4일부터 11일까지 별도로 열린다. 그룹 C에서 상위 두 팀은 그룹 B로 승급된다.
대회 결과, 여자팀의 경우 상위 8팀이 일본 삿포로에서 열리는 2015 세계 여자 컬링 선수권 대회에 참가자격을 얻고, 남자팀의 경우 상위 8팀이 캐나다 핼리팩스에서 열리는 2015 포드 세계 남자 컬링 선수권 대회에 참가자격을 얻게 된다.
이스라엘이 유럽 컬링 선수권 대회에 처녀출전하게 되어, 남자 팀이 주테르메이르에서 열리는 그룹 C 대회에 참가하였다.

## 남자

### 그룹 A
그룹 A 대회는 샘페리에서 개최된다.

### 그룹 B
그룹 B 대회는 샘페리에서 개최된다.

### 그룹 C
그룹 C 대회는 주테르메이르에서 개최되었다.

#### 라운드로빈 순위
최종 순위
| 키 | 키                |
| -- | ----------------- |
|    | 플레이오프 진출팀 |

| 국가       | 스킵                | W | L |
| ---------- | ------------------- | - | - |
| 아일랜드   | Alan Mitchell       | 7 | 2 |
| 벨기에     | Walter Verbueken    | 7 | 2 |
| 슬로바키아 | Pavol Pitoňák       | 6 | 3 |
| 이스라엘   | Adam Freilich       | 6 | 3 |
| 벨라루스   | Dmitry Kirillov     | 5 | 4 |
| 슬로베니아 | Gašper Uršič        | 5 | 4 |
| 아이슬란드 | Jón Ingi Sigurðsson | 3 | 6 |
| 세르비아   | Bojan Mijatović     | 3 | 6 |
| 불가리아   | Stoil Georgiey      | 2 | 7 |
| 룩셈부르크 | Alex Benoy          | 2 | 7 |

#### 플레이오프
|  | 준우승 결정전 | 준우승 결정전 | 준우승 결정전 |  |   | 준결승     | 준결승   | 준결승 |
|  |               |               |               |  |   |            |          |        |
|  |               |               |               |  |   | 1          | 아일랜드 | 5      |
|  |               |               |               |  |   | 2          | 벨기에   | 7      |
|  | 1             | 아일랜드      | 3             |  |   |            |          |        |
|  | 4             | 이스라엘      | 7             |  |   |            |          |        |
|  |               |               |               |  | 3 | 슬로바키아 | 6        |        |
|  |               |               |               |  |   | 4          | 이스라엘 | 7      |

## 여자

### 그룹 A
그룹 A 대회는 샘페리에서 개최된다.

### 그룹 B
그룹 B 대회는 샘페리에서 개최된다.

#### 라운드로빈 순위
| Country    | Skip | W | L |
| ---------- | ---- | - | - |
| 오스트리아 |      |   |   |
| 벨라루스   |      |   |   |
| 잉글랜드   |      |   |   |
| 헝가리     |      |   |   |
| 이탈리아   |      |   |   |
| 네덜란드   |      |   |   |
| 노르웨이   |      |   |   |
| 폴란드     |      |   |   |
| 슬로바키아 |      |   |   |
| 튀르키예   |      |   |   |

### 그룹 C
그룹 C 대회는 주테르메이르에서 개최되었다.

#### 라운드로빈 순위
최종 순위
| 키 | 키                |
| -- | ----------------- |
|    | 플레이오프 진출팀 |

| 국가       | 스킵                    | W | L |
| ---------- | ----------------------- | - | - |
| 슬로바키아 | Marina Gallova          | 6 | 0 |
| 네덜란드   | Marianne Neeleman       | 4 | 2 |
| 스페인     | Oihane Otaegi           | 4 | 2 |
| 슬로베니아 | Valentina Jurinčič      | 3 | 3 |
| 크로아티아 | Melani Turkovic         | 2 | 4 |
| 아일랜드   | Margarita Sweeney-Baird | 1 | 5 |
| 루마니아   | Daiana Colceriu         | 1 | 5 |

#### 플레이오프
|  | 준우승 결정전 | 준우승 결정전 | 준우승 결정전 |  |   | 준결승 | 준결승     | 준결승 |
|  |               |               |               |  |   |        |            |        |
|  |               |               |               |  |   | 1      | 슬로바키아 | 5      |
|  |               |               |               |  |   | 2      | 네덜란드   | 6      |
|  | 1             | 슬로바키아    | 4             |  |   |        |            |        |
|  | 3             | 스페인        | 3             |  |   |        |            |        |
|  |               |               |               |  | 3 | 스페인 | 8          |        |
|  |               |               |               |  |   | 4      | 슬로베니아 | 4      |